# マイクスギヤマ
マイクスギヤマ（本名：杉山昭彦（すぎやま あきひこ））は、アニメソングを中心に活躍する作詞家である。作家事務所イマジン所属。「スーパー戦隊シリーズ」の音楽制作集団Project.Rのメンバー。名前の表記はマイクとスギヤマの間にスペースを入れない。英語での表記はMIKE Sugiyama。
岐阜県美濃加茂市出身、岐阜県立加茂高等学校卒、中部大学卒。2000年から沖縄県に在住。
人気アニソン・特撮ソングを数多く手掛ける作詞家の一人。アニメ・特撮以外にも、アイドル関連、ハードロックバンド系、声優アーティスト等への詞の提供も行っている。
海外在住経験からか英詞も得意。作詞家になる前はオーストラリアで6年間、新聞記者として働いていた。
2007年から、総合学園ヒューマンアカデミーの特別講師もしている。

## 代表作

### 主なOP/ED作詞作品
2024年
- わんだふるぷりきゅあ! 前期ED「FUN☆FUN☆わんだふるDAYS!」
- わんだふるぷりきゅあ! 後期ED「しあわせえぼりゅ〜しょん♡」

2022年
- デリシャスパーティ♡プリキュアOP「Cheers!デリシャスパーティ♡プリキュア」

2021年
- 機界戦隊ゼンカイジャーOP「全力全開！ゼンカイジャー」
- ウマ娘・プリティーダービー Season2 OP「ユメヲカケル！」

2020年
- ウルトラマンZ ED「Promise for the furture」
- 憂国のモリアーティOP「DYING WISH」
- 映画 プリキュアミラクルリープ みんなとの不思議な1日 メインテーマ曲「Circle Love」

2019年
- 騎士竜戦隊リュウソウジャーOP「騎士竜戦隊リュウソウジャー」

2018年
- 劇場版仮面ライダーアマゾンズ最後ノ審判　主題歌「EAT, KILL ALL」
- ダメプリ ANIME CARAVAN ED1「Light&Shade」
- ダメプリ ANIME CARAVAN ED2「Promise」
- ダメプリ ANIME CARAVAN ED3「Treasure」
- カードキャプターさくら　クリアカード編OAD主題歌「約束の空」

2017年
- 仮面ライダーアマゾンズSeason2主題歌「DIE SET DOWN」
- ドラえもん ED「パオパオダンス」
- 笑ゥせぇるすまんNEW ED「ドーン！やられちゃった節」
- 殺せんせーQ OP「Re:QUEST!」

2016年
- 仮面ライダーアマゾンズ主題歌「Armour Zone」

2015年
- Go!プリンセスプリキュア 前期ED「ドリーミング☆プリンセスプリキュア」
- Go!プリンセスプリキュア 後期ED「夢は未来への道」

2013年
- 進撃の巨人 ED「美しき残酷な世界」
- 非公認戦隊アキバレンジャーED「スーパー戦隊★非公認応援歌」
- ドラえもん ED 「Moonlight Blue」

2012年
- 非公認戦隊アキバレンジャーED「明日はアキバの風が吹く」
- ドラえもん ED「ハッピー・ラッキー・バースデー」
- ドラえもん ED「フレンド・オブ・ザ・ハ～ト」

2011年
- たまゆら ED「あしたの陽だまり」
- ドラえもん ED「ジャイアンにボエボエ」

2010年
- たまごっち! ED「もしもパラダイス」
- ドラえもん ED「スネ夫のおぼっちゃマンボ」

2009年
- たまごっち! OP「GO-GOたまごっち」

2008年
- 炎神戦隊ゴーオンジャーOP「炎神戦隊ゴーオンジャー」
- 炎神戦隊ゴーオンジャーED「炎神ラップ」全シリーズ
- マクロスF 「射手座午後九時☆Don’t be late」
- はっけん たいけん だいすき! しまじろう OP「まいにちチャレンジャー」

2006年
- パンプキンシザーズED「マーキュリー★GO!」

2005年
- ドラえもん ED「踊れ・どれ・ドラ　ドラえもん音頭」
- アニマル横町 OP「飛んでもNothing 〜どき☆どき アニマル横町の歌の巻〜」

2004年
- 遊戯王デュエルモンスターズED「EYE'S」

### 主な参加作品
- ドラえもん
- 映画ドラえもん 新・のび太の宇宙開拓史
- 映画ドラえもん 新・のび太と鉄人兵団 〜はばたけ 天使たち〜
- 映画ドラえもん のび太と奇跡の島 〜アニマル アドベンチャー〜
- 映画ドラえもん のび太のひみつ道具博物館
- 映画ドラえもん のび太の宇宙英雄記
- 映画ドラえもん のび太の南極カチコチ大冒険
- STAND BY ME ドラえもん 2
- 進撃の巨人
- 仮面ライダーアマゾンズ
- 仮面ライダーアマゾンズ　Season2
- 仮面ライダーアマゾンズ THE MOVIE 最後ノ審判
- ウルトラマンZ
- ONE PIECE
- 笑ゥせぇるすまんNEW
- マクロスF
- 劇場版 マクロスF
- Go!プリンセスプリキュア
- 映画 プリキュアオールスターズ 春のカーニバル♪
- 映画 Go!プリンセスプリキュア Go!Go!!豪華3本立て!!!
- ヒーリングっど♥プリキュア
- 映画 プリキュアミラクルリープ みんなとの不思議な1日
- デリシャスパーティ♡プリキュア
- ひろがるスカイ!プリキュア
- わんだふるぷりきゅあ!
- 炎神戦隊ゴーオンジャー
- 炎神戦隊ゴーオンジャー BUNBUN!BANBAN!劇場BANG!!
- 劇場版 炎神戦隊ゴーオンジャーVSゲキレンジャー
- 侍戦隊シンケンジャーVSゴーオンジャー 銀幕BANG!!
- 天装戦隊ゴセイジャー
- 非公認戦隊アキバレンジャー
- 特命戦隊ゴーバスターズ
- 獣電戦隊キョウリュウジャー
- 烈車戦隊トッキュウジャー
- 手裏剣戦隊ニンニンジャー
- 宇宙戦隊キュウレンジャー
- 快盗戦隊ルパンレンジャーVS警察戦隊パトレンジャー
- 騎士竜戦隊リュウソウジャー
- 魔進戦隊キラメイジャー
- 機界戦隊ゼンカイジャー
- ウマ娘 プリティーダービー Season 2
- 憂国のモリアーティ
- たまごっち!
- GO-GO たまごっち!
- アイドルタイムプリパラ
- キラッとプリ☆チャン
- A3!
- 暗殺教室
- 殺せんせーQ
- 遊☆戯☆王デュエルモンスターズ
- ぬらりひょんの孫
- ぬらりひょんの孫 千年魔京
- たまゆら
- キングダム
- 超人ロック
- Oz
- はっけん たいけん だいすき! しまじろう
- ハヤテのごとく!
- ハヤテのごとく!!
- 灼眼のシャナ
- 灼眼のシャナII（Second）
- ああっ女神さまっ
- ああっ女神さまっ それぞれの翼
- アウトブレイク・カンパニー 萌える侵略者
- スキップ・ビート!
- アニマル横町
- 武装錬金
- パンプキン・シザーズ
- グラン・ステージ
- DAME×PRINCE
- モンスターズ・レストラン Love Cuisine
- 熱血人面犬
- CODE-E など

### アニメ関連 作詞
- 『ドラえもん』
  - 踊れ・どれ・ドラ ドラえもん音頭
    - 作曲・編曲：沢田完、歌：水田わさび

  - まんまるボクがドラえもん
    - 作曲・編曲：沢田完、歌：水田わさび

  - のび太くん0点
    - 作曲・編曲：沢田完、歌：大原めぐみ

  - すすめ!ドラえもんマーチ
    - 作曲・編曲：沢田完、歌：水田わさび

  - ドラえもん・七不思議 〜其の一〜
    - 作曲・編曲：沢田完、歌：水田わさび

  - ドラえもん・七不思議 〜其の二〜
    - 作曲・編曲：沢田完、歌：水田わさび

  - ドラえもん ひみつ道具の数えうた
    - 作曲・編曲：沢田完、歌：水田わさび

  - 夢をきかせて
    - 作曲・編曲：沢田完、歌：水田わさび

  - おとなりのプリンセス
    - 作曲・編曲：沢田完、歌：かかずゆみ

  - そこのけ!ジャイアンさまだ
    - 作曲・編曲：沢田完、歌：木村昴

  - スネ夫のおぼっちゃマンボ
    - 作曲・編曲：沢田完、歌：関智一

  - キミのなかの のび太
    - 作曲・編曲：沢田完、歌：堀江美都子

  - キミが笑う世界
    - 作曲・編曲：沢田完、歌：アヤカ・ウィルソン

  - メカトピアのテーマ
    - 作曲・編曲：沢田完、 歌 - 東京混声合唱団

  - ニャバダ・ワンダフル
    - 作曲・編曲：沢田完、歌：千秋

  - 羽根をつけたら
    - 作曲・編曲：沢田完、歌：小林由美子、ひばり児童合唱団

  - キミがいてくれるなら
    - 作曲・編曲：沢田完、 歌：上新功祐

  - おれジャイアン
    - 作曲・編曲：沢田完、歌：木村昴

  - キミのひかり
    - 作曲・編曲：沢田完、歌：堀江美都子

  - ジャイアンにボエボエ
    - 作曲・編曲：沢田完、歌：木村昴

  - フレンド・オブ・ザ・ハ～ト
    - 作曲・編曲：沢田完、歌：木村昴 関智一

  - Moonlight Blue
    - 作曲・編曲：沢田完、歌：水田わさび 大原めぐみ 木村昴 関智一

  - 笑顔はひみつ道具
    - 作曲・編曲：沢田完、歌：千秋

  - ハッピー☆ラッキー・バースデー！
    - 作曲・編曲：沢田完、歌：水田わさび 大原めぐみ かかずゆみ 木村昴 関智一

  - Ding!Dong!クリスマスの魔法
    - 作曲・編曲：沢田完、歌：水田わさび 大原めぐみ かかずゆみ 木村昴 関智一
- 『ウマ娘 プリティーダービー Season 2』
  - オープニングテーマ「ユメヲカケル！」
    - 作曲・編曲：東大路憲太　歌：スペシャルウィーク（和氣あず未）、サイレンススズカ（高野麻里佳）、トウカイテイオー（Machico）、ウオッカ（大橋彩香）、ダイワスカーレット（木村千咲）、ゴールドシップ（上田瞳）、メジロマックイーン（大西沙織）。
第2期第13話では挿入歌としても使用された。歌はトウカイテイオー（Machico）、ビワハヤヒデ（近藤唯）、ナイスネイチャ（前田佳織里）
- 『進撃の巨人』
  - エンディングテーマ「美しき残酷な世界」（オリコン・シングルチャート初登場9位）
    - 作曲：石塚玲依、歌：日笠陽子
- 笑ゥせぇるすまんNEW
  - 主題歌「ドーン！やられちゃた節」
    - 作曲：前田憲男、歌：高田純次
- 『マクロスF』
  - 挿入歌「射手座☆午後九時Don't be late」（オリコン・シングルチャート初登場3位）
    - 共同作詞：佐藤大・hàl、作曲・編曲：菅野よう子、歌：シェリル・ノーム（May'n）
- 『Go!プリンセスプリキュア』
  - 前期エンディングテーマ「ドリーミング☆プリンセスプリキュア」
    - 作曲：山本清香、歌：北川理恵

  - 後期エンディングテーマ「夢は未来への道」
    - 作曲：石塚玲依、歌：北川理恵
- 『キングダム』
  - キングダム・キャラクターソング「飛矢の如く」
    - 作曲：中村博、歌：森田成一

  - キングダム・キャラクターソング「SHOUT OF VICTORY」
    - 作曲：多田彰文、歌：細谷佳正

  - キングダム・キャラクターソング「しゃらり春風」
    - 作曲：中村博、歌：野島裕史

  - キングダム・キャラクターソング「サヨナラ帰るべき場所」
    - 作曲：岸村正実、歌：日笠陽子

  - キングダム・キャラクターソング「大空の瞳」
    - 作曲：澤口和彦、歌：小山力也

  - キングダム・キャラクターソング「闘わざるもの夢見るべからず」
    - 作曲：石塚玲、歌：福山潤

  - キングダム・キャラクターソング「戦友が死んだ日に」
    - 作曲：岩崎文紀、歌：仲野裕

  - キングダム・キャラクターソング「かくれんぼ」
    - 作曲：石塚玲、歌：釘宮理恵

  - キングダム・キャラクターソング「欲望の金縛り」
    - 作曲：岸村正実、歌：玄田哲章
- 『たまごっち!』
  - 主題歌「GO-GO たまごっち!」
    - 作曲：鈴木盛広、歌：ならゆりあ

  - エンディングテーマ「もしも☆パラダイス!」
    - 作曲：鈴木盛広、歌：mao
- 『GO-GO たまごっち!』
  - 主題歌「GO-GO たまごっち!」
    - 作曲：鈴木盛広、歌：hitomi

  - 主題歌「GO-GO たまごっち!」
    - 作曲：鈴木盛広、歌：釘宮理恵
- 『遊☆戯☆王デュエルモンスターズ』
  - エンディングテーマ「EYE'S」
    - 作曲：生沢佑一、編曲：大島こうすけ、歌：生沢佑一
- 『ハヤテのごとく!』
  - 各キャラクターソング
    - 運命のPrice
      - 作曲：田中公平、編曲：岩崎文紀、歌：白石涼子

    - かくれんぼ
      - 作曲：田中公平、編曲：浜口史郎、歌：田中理恵

    - ぞ!
      - 作曲：田中公平、編曲：PE、歌：釘宮理恵

    - 白皇学院生徒会心得
      - 作曲：田中公平、編曲：岩崎文紀、歌：伊藤静

    - もっと素顔でハーマイオニー
      - 作曲：田中公平、編曲：丸尾稔、歌：生天目仁美

    - 愛と情熱のカルナバル
      - 作曲：田中公平、編曲：根岸貴幸、歌：伊藤静

    - おみくじ 第八千八百拾番
      - 作曲：田中公平、編曲：岸村正実、歌：松来未祐

    - Happy Lucky 7 Days
      - 作曲：田中公平、編曲：PE、歌：植田佳奈

    - メイド・イン・ラブ
      - 作曲：田中公平、編曲：岸村正実、歌：井上麻里奈&中島沙樹

    - がんばれ片想い
      - 作曲：田中公平、編曲：丸尾稔、歌：高橋美佳子

    - 自由賛歌！
      - 作曲：田中公平、編曲：丸尾稔、歌：生天目仁美＆伊藤静

    - 白皇学院生徒会不心得
      - 作曲：田中公平、編曲：岩崎文紀、歌：矢作紗友里＆中尾衣里＆浅野真澄

    - Oh! My Honey
      - 作曲：田中公平、編曲：根岸貴幸、歌：白石涼子

    - 恋したらファンタジー
      - 作曲：田中公平、編曲：丸尾稔、歌：釘宮理恵

    - SEASONS
      - 作曲：田中公平、編曲：澤口和彦、歌：松来未祐＆植田佳奈

    - 夢の中でもそばにいる
      - 作曲：田中公平、編曲：岩崎文紀、白石涼子＆田中理恵

    - 轟轟生徒会タンケンジャー
      - 作曲：田中公平、編曲：PE、歌：矢作紗友里＆中尾衣里＆浅野真澄
- 『たまゆら (アニメ)』
  - 第11話ED「あしたの陽だまり」
    - 作曲・編曲：浜口史郎 / 歌‐沢渡楓（竹達彩奈）、塙かおる（阿澄佳奈）、岡崎のりえ（井口裕香）、桜田麻音（儀武ゆう子）
- 『アニマル横町』
  - オープニングテーマ「飛んでもNothing 〜どき☆どきアニマル横町のうたの巻〜」
    - 作曲：田中公平、編曲：村瀬恭久、歌：宍戸留美&佐藤ゆうこ&永澤菜教&江里夏

  - 各キャラクターソング
    - ハエジゴクのLove letter
      - 作曲・編曲：岩崎文紀、歌：宍戸留美

    - みんなでアニ横音頭
      - 作曲・編曲：岩崎文紀、歌：宍戸留美&佐藤ゆうこ&永澤菜教&江里夏

    - つかみはOK?
      - 作曲：マイクスギヤマ、編曲：澤口和彦、歌：佐藤ゆうこ&永澤菜教&江里夏

    - 漢ナミダの乾電池
      - 作曲・編曲：岩崎文紀、歌：永澤菜教

    - ビミョーなPOSITION
      - 作曲・編曲：岩崎文紀、歌：宍戸留美&福原香織&江里夏

    - お菓子なドリーム
      - 作曲・編曲：岩崎文紀、歌：福原香織&江里夏

    - すたこらイッサッサ〜
      - 作曲・編曲：岩崎文紀、歌：佐藤ゆうこ

    - 恋の仮面舞踏会
      - 作曲・編曲：岩崎文紀、歌：堀内賢雄
- 『パンプキン・シザーズ』
  - エンディングテーマ「マーキュリー★GO」
    - 作曲：根岸貴幸、歌：ステッキンと愉快な仲間たち（植田佳奈他）
- 『灼眼のシャナ』
  - ゲーム版主題歌「EXIST」
    - 作曲・編曲：村上正芳、歌：釘宮理恵

  - アニメ版キャラクターソング
    - Wolf in my heart
      - 作曲・編曲：多田彰文、歌：生天目仁美

    - ひそやかにキララ
      - 作曲・編曲：根岸貴幸、歌：川澄綾子
- 『スキップ・ビート!』
  - 挿入歌「BURNIN'DOWN」
  - 挿入歌「Prisoner」
    - 作曲・編曲：多田彰文、歌：宮野真守
- 『ぬらりひょんの孫』
  - キャラクターソング「上等だ!」
    - 作曲・編曲：岸村正実、歌：安元洋貴

  - キャラクターソング「ひとひらら」
    - 作曲・編曲：岩崎文紀、歌：鳥海浩輔

  - キャラクターソング「Maybe-go-round」
    - 作曲・編曲：岩崎文紀、歌：平野綾

  - キャラクターソング「ゆめゆめ」
    - 作曲・編曲：水流ともゆき、歌：前田愛
- 『熱血人面犬』
  - エンディングテーマ「希望フィルム」
    - 作曲：中村博、歌：澤寛子

  - 挿入歌「坂道」
    - 作曲：石塚玲依、歌：澤寛子
- 『ああっ女神さまっ』各キャラクターソング
- 『ああっ女神さまっ それぞれの翼』各キャラクターソング
- 『武装錬金』各キャラクターソング
- 『CODE-E』イメージソング「恋はビリビリSENSATION!」
- 『笑ゥせぇるすまんNEW』
  - エンディングテーマ「ドーン!やられちゃった節」
    - 作曲・編曲：前田憲男、歌：高田純次
- 『キラッとプリ☆チャン』
  - 挿入歌「寝ても覚めてもDREAMIN'GIRL」
    - 作曲・編曲：石塚玲依、歌：芹澤優&若井友希&森嶋優花
- 『ポールプリンセス!!』
  - エンディングテーマ「Starlight challenge」
    - 作曲・編曲：東大路憲太、歌：星北ヒナノ（土屋李央）、西条リリア（鈴木杏奈）、東坂ミオ（小倉唯）、南曜スバル（日向未南）

  - 挿入歌「Wish upon a polestar」
    - 作曲・編曲：東大路憲太、歌：星北ヒナノ（土屋李央）

  - 挿入歌「とびきり上等☆Smile!」
    - 作曲・編曲：石塚玲依、歌：西条リリア（鈴木杏奈）

  - 挿入歌「Queen of Fairy Sky」
    - 作曲・編曲：田山里奈、歌：御子白ユカリ（南條愛乃）

  - 挿入歌「Avaricious Heroine」
    - 作曲・編曲：マスティ (mastie=DC) 、歌：紫藤サナ（日高里菜）

  - 挿入歌「眩暈の波紋」
    - 作曲・編曲：東大路憲太、歌：蒼唯ノア（早見沙織）
- 『劇場版 ポールプリンセス!!』
  - 挿入歌「Just the two of us」
    - 作曲・編曲：石塚玲依、歌：御子白ユカリ（南條愛乃）&紫藤サナ（日高里菜）

  - 挿入歌「剣爛業火」
    - 作曲・編曲：中村博、歌：蒼唯ノア（早見沙織）

  - 挿入歌「トキメキ・まぁ〜メイド」
    - 作曲・編曲：中村博、歌：東坂ミオ（小倉唯）
- 『ビックリメン』
  - エンディングテーマ「青春☆ワチャゴナドゥ」
    - 作曲・編曲：大石憲一郎、歌：ヤマト（梶田大嗣）、牛若（森嶋秀太）、ジャック（橘龍丸）

  - エンディングテーマ「BYE×BYE GAME」
    - 作曲・編曲：大石憲一郎、歌：フッド（阿座上洋平）、ピーター（榊原優希）
- 『スライム倒して300年、知らないうちにレベルMAXになってました ～そのに～』
  - エンディングテーマ「生まれ変わろうと」
    - 作曲・編曲：井内啓二、歌：アズサ（悠木碧）

  - 劇中歌「MAD ODD WOO」
    - 作曲・編曲：東大路憲太、歌：ペコラ（田村ゆかり）

### 特撮関連 作詞
- 『炎神戦隊ゴーオンジャー』
  - オープニングテーマ「炎神戦隊ゴーオンジャー」（オリコン・シングルチャート初登場4位）
    - 作曲：岩崎貴文、編曲：Project.R（大石憲一郎・岩崎貴文）、歌：高橋秀幸

  - エンディングテーマ「炎神ファーストラップ-Type Normal-」
    - 作詞：八手三郎（共作詞）、作曲・編曲：大石憲一郎（Project.R）、歌：Project.R（谷本貴義・Sister MAYO・大石憲一郎）with炎神キッズ

  - エンディングテーマ「炎神セカンドラップ-TURBO CUSTAM-」
    - 作曲・編曲：大石憲一郎（Project.R）、歌：Project.R（高取ヒデアキ・五條真由美、谷本貴義、Sister MAYO、大石憲一郎）with炎神キッズ

  - エンディングテーマ「炎神サードラップ-AERO Dynamic CUSTOM-」
    - 作曲・編曲：大石憲一郎（Project.R）、歌：Project.R（YOFFY・岩崎貴文、高取ヒデアキ、五條真由美、谷本貴義、Sister MAYO、大石憲一郎）with炎神キッズ

  - エンディングテーマ「炎神ファイナルラップ-Type Evolution-」
    - 作曲・編曲：大石憲一郎（Project.R）、歌：Project.R（高橋秀幸、谷本貴義、Sister MAYO、大石憲一郎）with炎神キッズ

  - エンディングテーマ「炎神ウイニングラン-Type Formula-」
    - 作曲・編曲：大石憲一郎（Project.R）、歌：Project.R（高橋秀幸、YOFFY、岩崎貴文、高取ヒデアキ、五條真由美、谷本貴義、Sister MAYO、大石憲一郎）with炎神キッズ

  - 挿入歌「BANG!BANG!ゴーオンジャー」
    - 作曲：古家学、編曲：TAKKARATTS、歌：NoB（Project.R）

  - 挿入歌「炎神合体!エンジンオー」
    - 作曲：大橋恵（Project.R）、編曲：Project.R（大橋恵、大石憲一郎）、歌：石原慎一

  - 挿入歌「明日もゴーオンジャー」
    - 作曲：TAKKARATTS、編曲：TAKKARATTS、歌：岩崎貴文（Project.R）

  - 挿入歌「炎神合体エンジンオーG6」
    - 作曲：浅田直、編曲：高木洋、歌：MoJo

  - 挿入歌「レッツ・ゴー音頭」
    - 作曲、編曲：鈴木盛広）、歌：高橋秀幸

  - 挿入歌「テイクオフ・ゴーオンウィングス」
    - 作曲：大橋恵、編曲：Project.R（大橋恵、大石憲一郎）、歌：谷本貴義＆五條真由美（Project.R）

  - 挿入歌「害悪産業革命宣言」
    - 作曲：IMAJO、編曲：籠島裕昌、歌：IMAJO（Project.R）

  - 挿入歌「G９!チューンナップ」
    - 作曲：前田克樹、編曲：高橋カツ、歌：宮内タカユキ

  - 挿入歌「GO!BABABABANG！ゴーオンジャー」
    - 作曲、編曲：鈴木盛広）、歌：高橋秀幸

そのほか、徳山秀典が作詞・作曲を担当した『miss you』と『君とギュッと♪』（歌：G5プリンス）以外のゴーオンジャーのすべての楽曲の作詞を担当。
- 『侍戦隊シンケンジャーVSゴーオンジャー 銀幕BANG!!』
  - エンディングテーマ「侍ファーストラップ-Type Normal-」
    - 共作詞・藤林聖子、作曲・編曲：大石憲一郎（Project.R）、歌：Project.R
- 『天装戦隊ゴセイジャー』
  - 挿入歌「☆Fight☆」
    - 作曲：岩崎貴文、歌：五條真由美（Project.R）
- 『特命戦隊ゴーバスターズ』
  - キャラクターソング「Let's モーフィン☆ドローウィン」
    - 作曲・編曲：池毅、歌：桜田リカ（吉木りさ）
- 『非公認戦隊アキバレンジャー』
  - エンディングテーマ「明日はアキバの風が吹く」
    - 作曲：EFY、編曲：宮崎誠、歌：赤木信夫（和田正人）
- 『獣電戦隊キョウリュウジャー』
  - 挿入歌「闘え! キョウリュウジャー」
    - 作曲：Raizo.W、編曲：中畑丈治、歌：谷本貴義

  - 挿入歌「みなサマーDAY音頭!」
    - 作曲・編曲：三宅一徳 / 歌：有働ノブハル（CV:金城大和）
- 『烈車戦隊トッキュウジャー』
  - 挿入歌「うた歌いま～す、うた歌いま～す」
    - 作曲・編曲：大石憲一郎、歌：チケットくん
- 『非公認戦隊アキバレンジャーシーズン痛』
  - エンディングテーマ「スーパー戦隊☆非公認応援歌」
    - 作曲：三浦誠司、編曲：佐藤泰将、歌：赤木信夫（和田正人）と、山形ユキオあんどMoJo

  - エンディングテーマ「スーパー戦隊☆非公認応援歌（妄想戦士ver）」（第8痛）
    - 作曲：三浦誠司、編曲：佐藤泰将、歌：赤木信夫、石清水ルナ、横山優子

  - エンディングテーマ「スーパー戦隊☆非公認応援歌（ver.MAX!!）」（最終痛）
    - 作曲：三浦誠司、編曲：佐藤泰将、歌：赤木信夫、石清水ルナ、横山優子、桃井はるこ、山形ユキオ、MoJo
- 『騎士竜戦隊リュウソウジャー』
  - オープニング主題歌「騎士竜戦隊リュウソウジャー」
    - 作曲：園田健太郎、編曲：甲田雅人、歌： 幡野智宏 (Project.R)
- 『王様戦隊キングオージャー』
  - 挿入歌「I'm still alive」
    - 作曲・編曲：YOFFY、歌：鎌田章吾
- 『仮面ライダーアマゾンズ』
  - 主題歌「Armour Zone」
    - 作曲：NoB、歌：小林太郎
- 『仮面ライダーアマゾンズ　Season2』
  - 主題歌「DIE SET DOWN」
    - 作曲：NoB、歌：小林太郎
- 『ウルトラマンZ』
  - エンディングテーマ「Promise for the future」
    - 作曲：渡辺徹、編曲：ats-,清水武仁&渡辺徹 (Blue Bird’s Nest)、歌：畠中祐

### 一般曲
- ソン・ガンホ主演の韓国映画『優雅な世界』
  - 菅野よう子が手がけたサントラの数曲に参加
- 山上兄弟
  - 「あしたのきのう」作曲/田中公平
- BLAZEハードロックバンド
  - 「Born to be Lonely」
  - 「Dream Chaser」
  - 「Angel's Eye」
  - 「Maria」
  - 「Moon Rider」
  - 「Mother」
  - 「The Half of Mine」
  - 「I Can't Stop Loving You」
  - 「Break It Down」
  - 「Hero～Justice of my Love」
- EARTHSHAKER
  - 「作りかけのForever」
  - 「SING IT NOW TOGETHER」
  - 「8 Roundのボクサー」
- アモウミコ
  - 「Love and Hate(English Ver.)」作曲・編曲/Face2fAKE
  - 「Rainbow」作曲・編曲/Face2fAKE
- Fun×Fam
  - 「おめでとうKiss」作曲/若林崇継 編曲/AKI(多田彰文)
  - 「笑顔のHoliday」作曲・編曲/AKI(多田彰文)
  - 「Tomorrow Song」作曲・編曲/岩崎文紀
  - 「約束みたいなサヨナラ」作曲・編曲/AKI(多田彰文)
  - 「トキメキラキラ☆シャカリキラキラ」作曲/鷲巣祐太
  - 「百花の魁」作曲/カワイヒデヒロ 編曲/AKI(多田彰文)
  - 「Appriceations～感謝のうた～」作曲・編曲/中村博
  - 「Everybody！カーニバレッ！」作曲・編曲/中村博
  - 「Fun!Fun!Fun!」作曲・編曲/
  - 「決心Start!」作曲・編曲/石塚玲依
  - 「Never Say Never」作曲・編曲/鷲巣祐太
  - 「スターマインを待って」作曲・編曲/若林崇継
  - 「未来Yeah!」作曲・編曲/鷲巣祐太
  - 「Power of music」作曲/宮国誠・編曲/AKI(多田彰文)
  - 「未完☆SAY　Girlz」作曲・編曲/中村博
- リンクス
  - 「ホメノビ☆じゃぱんだ」作曲・編曲/中村博 オリコン・デイリーチャート最高位6位
  - 「イカネバの娘～Love Soldiers～」作曲・編曲/中村博 オリコン・デイリーチャート最高位2位 オリコン・インディーズウィークリーチャート最高位1位
  - 「最高の未来」作曲・編曲/中村博
  - 「Party Star」作曲・編曲/中村博
- 宮本佳那子
  - 「タンポポ」作曲/Raizo.W 編曲/中畑丈治
  - 「笑顔のひだまり」作曲/岩崎貴文 編曲/加藤みちあき
  - 「星の浜辺」作曲/岩崎貴文 編曲/加藤みちあき
  - 「あいのいろ」作曲/中村博 編曲/加藤みちあき
  - 「素顔のままで」作曲/Raizo.W 編曲/中畑丈治
- 岩男潤子
  - 「声のツバサ」作曲/編曲：根岸貴幸